# Fuck Nazi Sympathy
Fuck Nazi Sympathy è il secondo EP degli Aus-Rotten.

## Tracce
1. Tuesday, May 18th 1993
2. Vietnam Is Back '94
3. Fuck Nazi Sympathy
4. A.I.D.S.
5. Do You Know Where Their Children Are?